# Bibliothèque municipale de Žatec
 (septembre 2024).
La bibliothèque municipale de Žatec est une bibliothèque publique de la ville de Žatec en Tchéquie, ville classée au patrimoine mondial de l'UNESCO. Elle est dotée d'un fonds de bibliothèque universel, fondée par la ville de Žatec. La bibliothèque est située dans les locaux récemment rénovés, du bâtiment sur la place de la Liberté, grand-place de la cité.
La bibliothèque municipale de Žatec propose des services de bibliothèque, de référence, bibliographiques et d'information.